# Piet Souer
Piet Souer est un auteur-compositeur et producteur de musique néerlandais né à Eindhoven,.

## Débuts
Piet Souer (guitariste et pianiste) commence sa carrière comme membre de The Valiants, un groupe de Eindhoven.
Il accède à la notoriété lorsqu'il accompagne à la guitare, pendant le Concours Eurovision de la chanson, la chanteuse Lenny Kuhr qui le remporte avec le titre De Troubadour en 1969.

## Un auteur-compositeur et producteur à succès
Dans les années 1970 et 1980, il est un professionnel de la musique très demandé. Il produit et compose des chansons pour de grands artistes néerlandais tels que Champagne (ce groupe est le meilleur exportateur de disques néerlandais à l'étranger en 1977 et reçoit de fait le prix Export Conamus), Doris D & The Pins, Vanessa, American Gypsy, Mouth & MacNeal, Maywood, Conquistador. 
Il collabore également avec des vedettes internationales comme Vicky Léandros, Helen Shapiro ou Kathy Kissoon.

En 1982, Sylvie Vartan interprète et sort en single l'une de ses compositions (La Sortie de Secours), la reprise en français de I'm So Sorry (créée par José Hoebee). La même année, le groupe britannique Tight Fit reprend Fantasy Island (l'une de ses chansons créée par The Millionaires) et en fait un Top 5 dans les charts anglais et un Top 10 européen.
 
En 2007, Souer produit le dernier album de l'artiste Tamara Tol.

## Luv'
Avec Hans van Hemert et le manager Han Meijer, il crée en 1976 le groupe Luv', le girl group néerlandais le plus célèbre de la fin des années 1970 qui a du succès aux Pays-Bas et à l'étranger.

## Concours Eurovision de la Chanson
Il compose deux titres pour le concours de l'Eurovision: Sing Me A Song interprété par Bernadette (en 1983, classé 7e) et De Eerste Keer chanté par Maxine et Franklin Brown (en 1996, classé 8e). 

## Récompenses
Parmi ses distinctions: 
- vingt deux disques d'or et de platine,
- un prix du Japon (Outstanding Song Award) grâce à sa composition Too Young To Know interprétée par Anita Meyer au concours World Popular Song Festival à Tōkyō en 1981[3].
- pour son travail avec Luv' en 1979: un prix Export Conamus (du nom de l'organisation chargée de l'export du disque néerlandais).